# Untermeitingen
Untermeitingen – miejscowość i gmina w Niemczech, w kraju związkowym Bawaria, w rejencji Szwabia, w regionie Augsburg, w powiecie Augsburg, siedziba wspólnoty administracyjnej Lechfeld. Leży około 25 km na południe od Augsburga.

## Dzielnice
W skład gminy wchodzą następujące dzielnice:
- Untermeitingen
- Lagerlechfeld
- Kinosiedlung

## Polityka
Wójtem gminy jest Georg Klaußner z CSU, rada gminy składa się z 20 osób.
|      | CSU | SPD | FWV | Zieloni | FDP | FDP/UB | Razem |
| 2008 | 9   | 3   | 5   | 1       | 2   | -      | 20    |
| 2002 | 10  | 3   | 4   | 1       | -   | 2      | 20    |